# Região Geográfica Intermediária de Chapecó

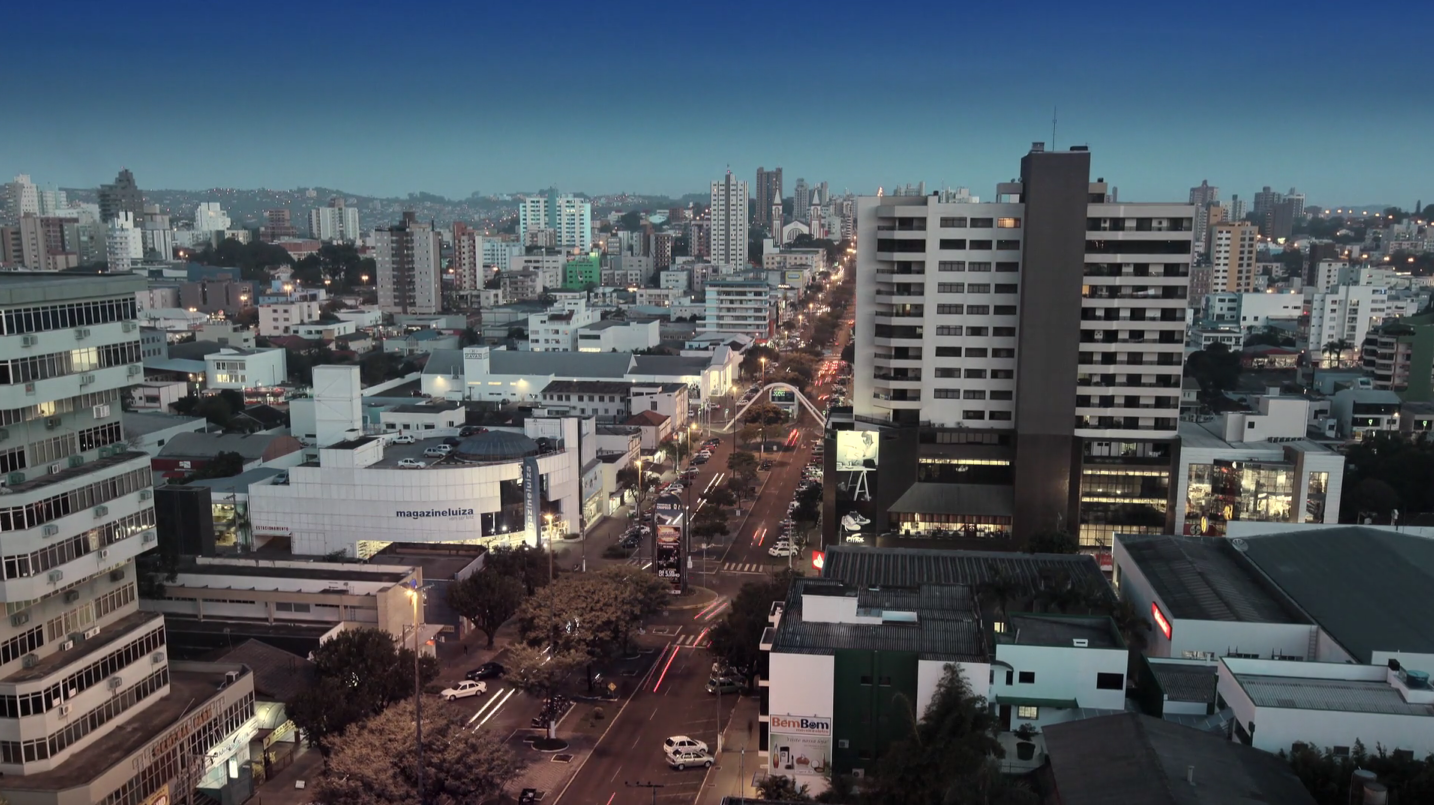
Chapecó

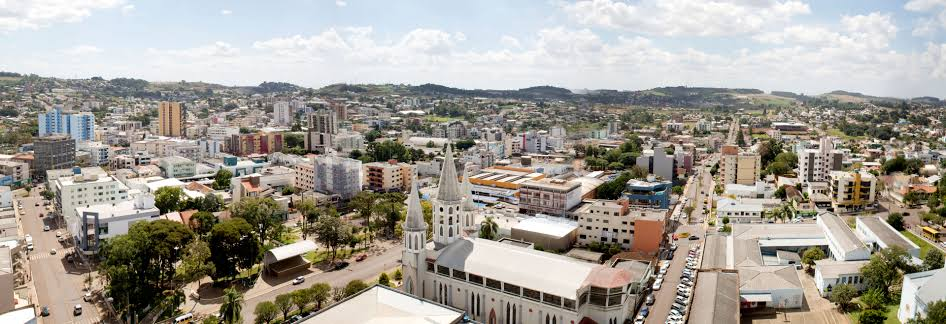
Xanxerê

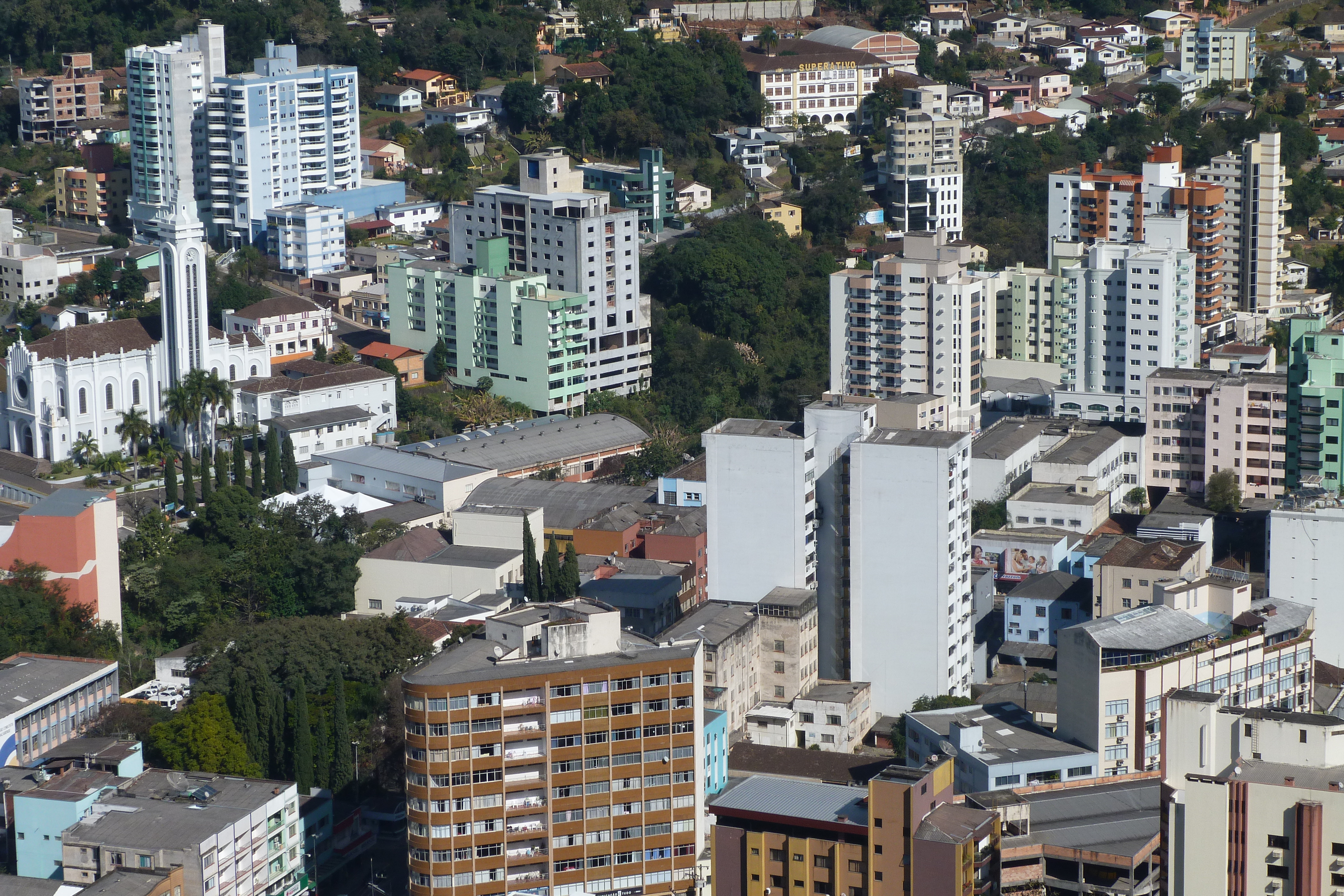
Joaçaba

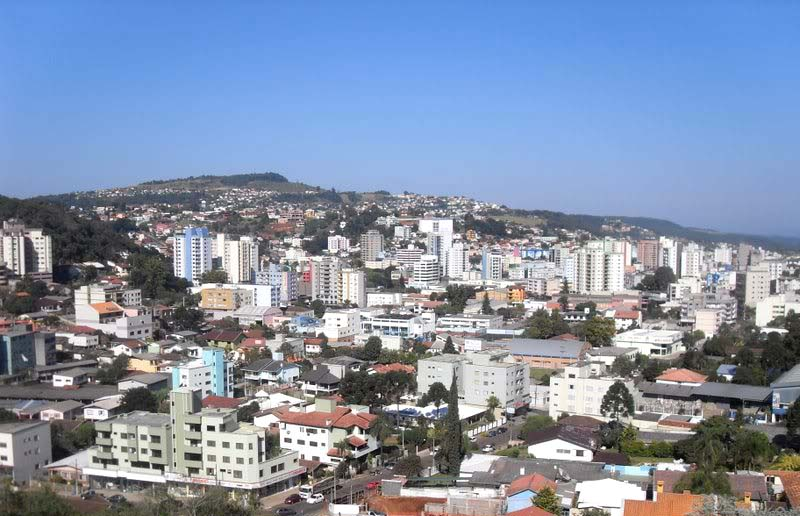
Concórdia

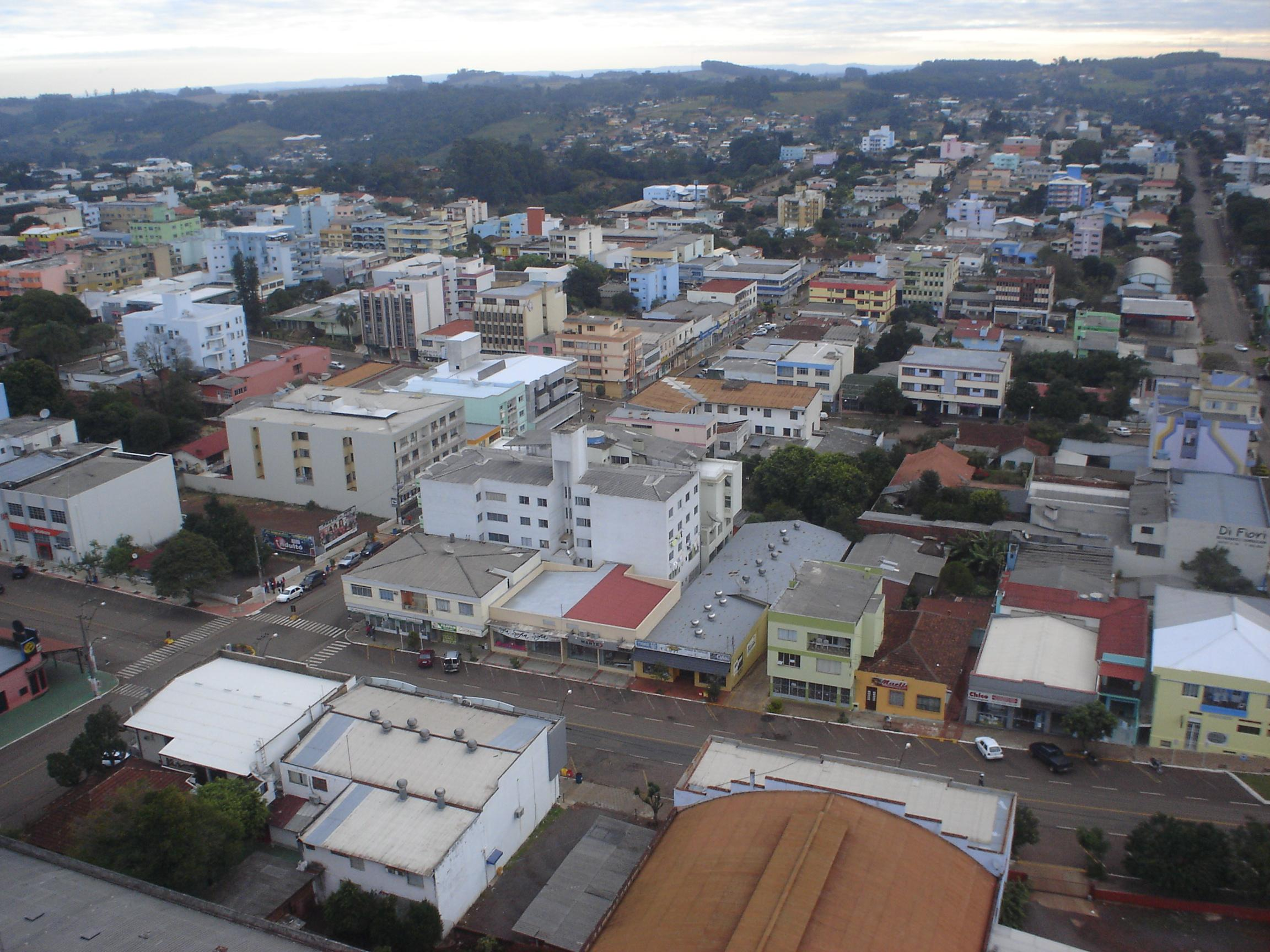
São Miguel do Oeste

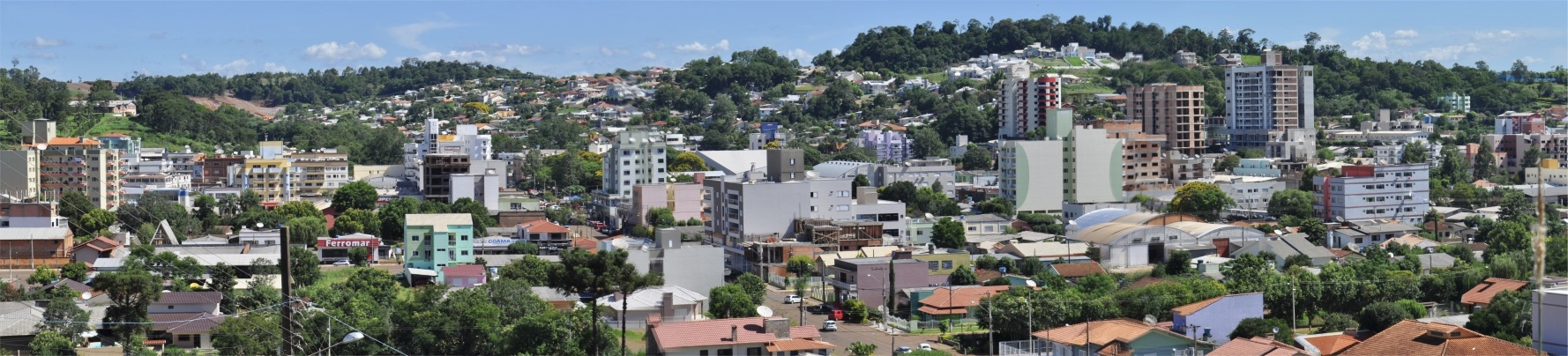
Maravilha

A Região Geográfica Intermediária de Chapecó é uma das sete regiões intermediárias do estado brasileiro de Santa Catarina e uma das 134 regiões intermediárias do Brasil, criadas pelo Instituto Brasileiro de Geografia e Estatística (IBGE) em 2017. É composta por 109 municípios, distribuídos em sete regiões geográficas imediatas.
Sua população total contabilizada pelo Instituto Brasileiro de Geografia e Estatística (IBGE) no Censo 2022 é de 1 194 259 habitantes, distribuídos em uma área total de 24 603,464 km².
Chapecó é o município mais populoso da região intermediária, com 254 785 habitantes, de acordo com os dados finais do Censo 2022 do Instituto Brasileiro de Geografia e Estatística (IBGE).

## Regiões geográficas imediatas
| Região geográfica imediata                           | Municípios | População Censo 2022 | Área (km²) |
| ---------------------------------------------------- | --- | -------------------- | ---------- |
| Região Geográfica Imediata de Chapecó                | Águas de Chapecó Águas Frias Arvoredo Caibi Caxambu do Sul Chapecó Cordilheira Alta Coronel Freitas Cunhataí Formosa do Sul Guatambu Irati Jardinópolis Lajeado Grande Marema Modelo Mondaí Nova Erechim Nova Itaberaba Paial Palmitos Pinhalzinho Planalto Alegre Quilombo Riqueza Santiago do Sul São Carlos Saudades Serra Alta Sul Brasil União do Oeste Xaxim | 458 186              | 4 865,532  |
| Região Geográfica Imediata de Joaçaba-Herval d'Oeste | Abdon Batista Água Doce Campos Novos Capinzal Catanduvas Celso Ramos Erval Velho Herval d'Oeste Ibicaré Jaborá Joaçaba Lacerdópolis Luzerna Ouro Treze Tílias Vargem Vargem Bonita Zortéa | 182 051              | 6 358,152  |
| Região Geográfica Imediata de São Miguel do Oeste    | Anchieta Bandeirante Barra Bonita Belmonte Descanso Dionísio Cerqueira Flor do Sertão Guaraciaba Guarujá do Sul Iporã do Oeste Itapiranga Palma Sola Paraíso Princesa Romelândia Santa Helena São João do Oeste São José do Cedro São Miguel do Oeste Tunápolis | 172 124              | 3 919,129  |
| Região Geográfica Imediata de Concórdia              | Alto Bela Vista Arabutã Concórdia Ipira Ipumirim Irani Itá Lindóia do Sul Peritiba Piratuba Presidente Castello Branco Seara | 151 155              | 2 736,594  |
| Região Geográfica Imediata de Xanxerê                | Abelardo Luz Bom Jesus Coronel Martins Entre Rios Faxinal dos Guedes Ipuaçu Ouro Verde Passos Maia Ponte Serrada São Domingos Vargeão Xanxerê Xavantina | 129 542              | 4 326,475  |
| Região Geográfica Imediata de Maravilha              | Bom Jesus do Oeste Cunha Porã Iraceminha Maravilha Saltinho Santa Terezinha do Progresso São Miguel da Boa Vista Tigrinhos | 55 695               | 1 029,300  |
| Região Geográfica Imediata de São Lourenço do Oeste  | Campo Erê Galvão Jupiá Novo Horizonte São Bernardino São Lourenço do Oeste | 45 506               | 1 368,252  |
| Total                                                | 109 | 1 194 259            | 24 603,464 |